# Bogen-Zwergmarienkäfer

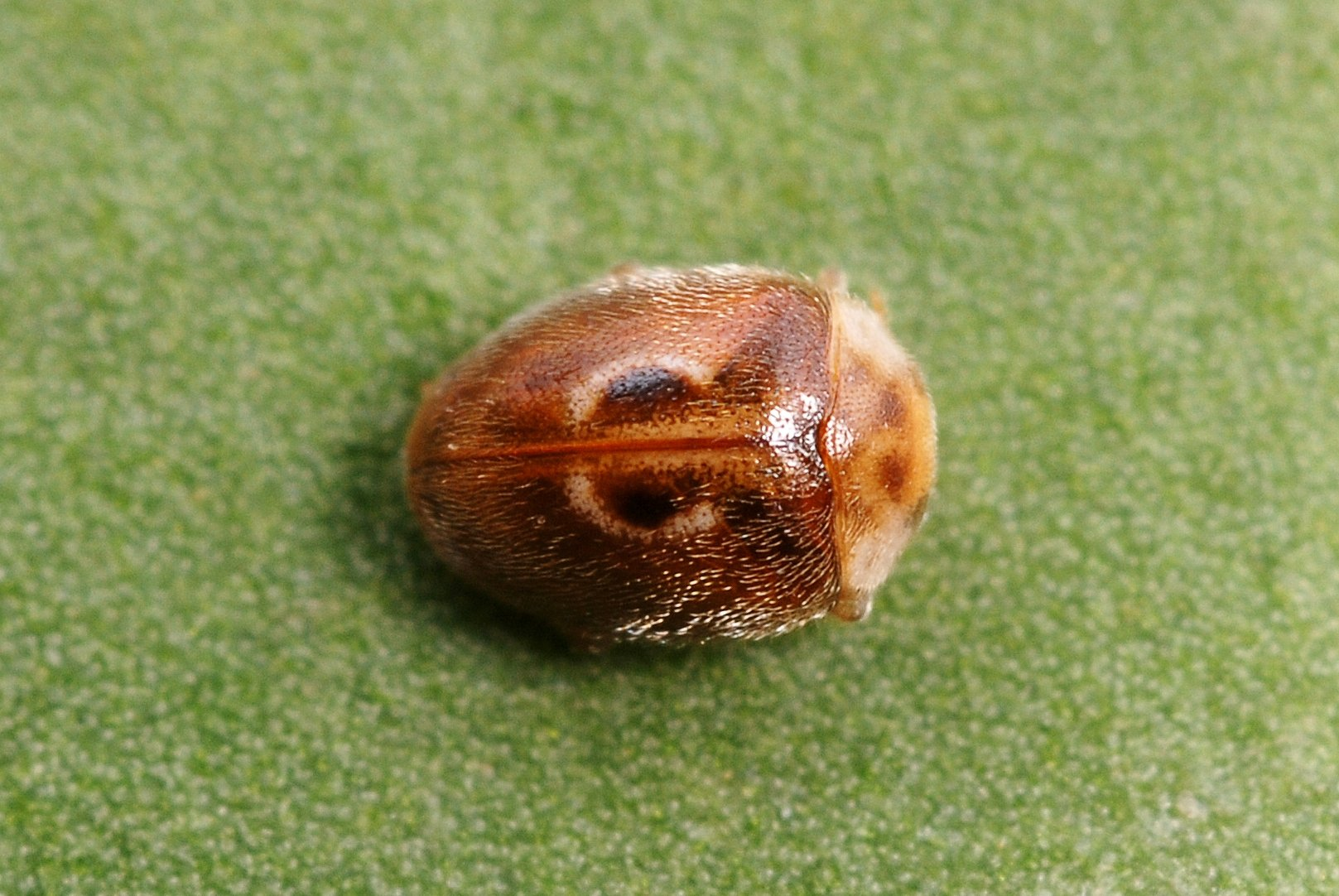
Helle Farbvariante

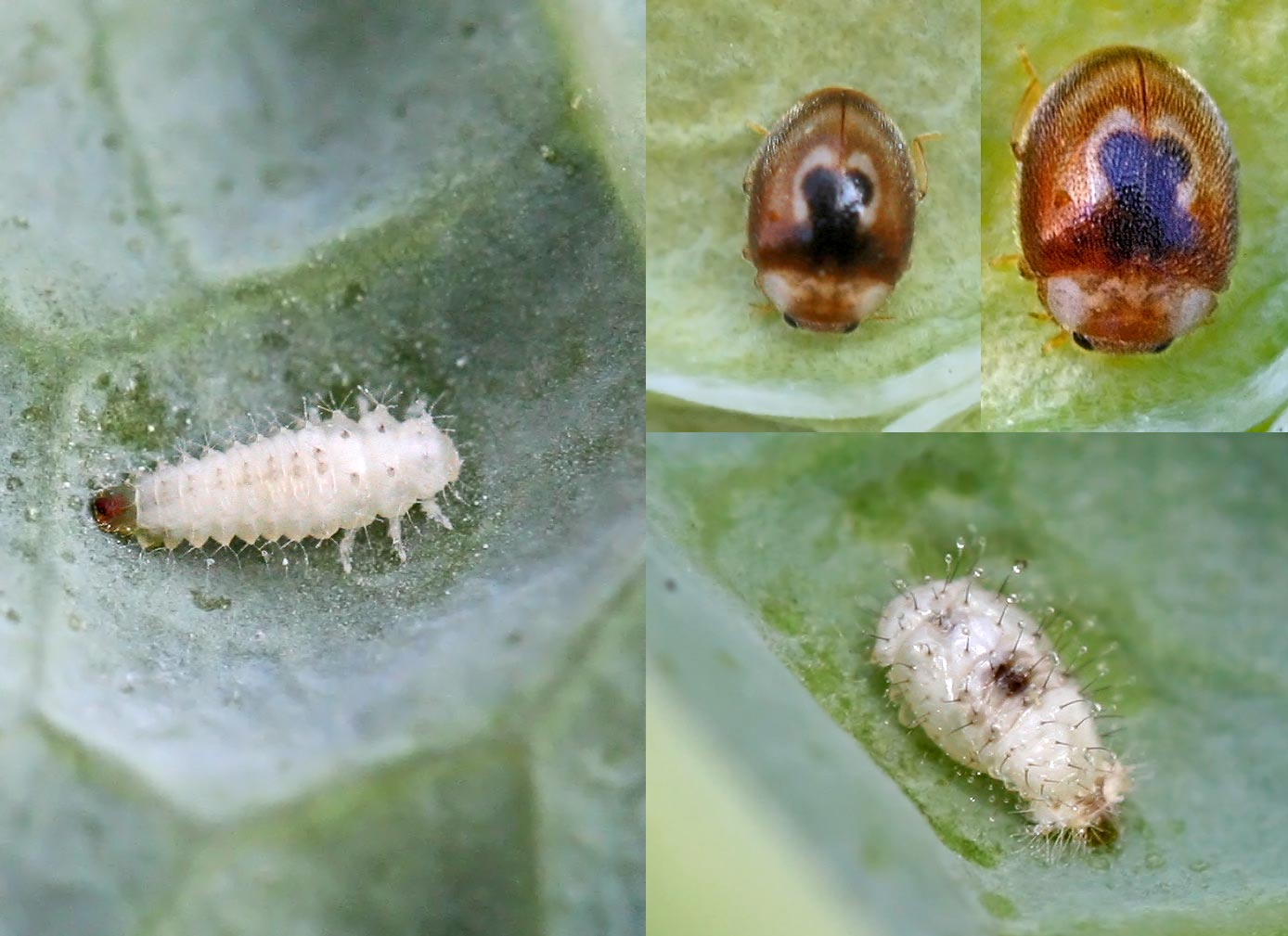
Lebenszyklus

Der Bogen-Zwergmarienkäfer (Clitostethus arcuatus) ist ein Marienkäfer aus der Tribus Scymnini, zu der hauptsächlich sehr kleine Arten gehören.

## Merkmale
Die Käfer werden 1,2 bis 1,5 Millimeter lang und haben einen glänzenden und behaarten Körper. Die Zeichnung auf den Deckflügeln bildet meist einen Bogen in Form eines Hufeisens, dieser ist beige gefärbt, der Körper selber ist schwarz. Die Zeichnung ist jedoch variabel und kann auch hell umrandete dunkle Flecken zeigen. Er ähnelt in der Zeichnung dem Einfarbigen Marienkäfer, er ist aber viel kleiner als dieser. Von Scymnus-Arten unterscheidet sich der Bogen-Zwergmarienkäfer durch längere Fühler und ein verkürztes Prosternum vor den vorderen Coxen.

## Vorkommen
Die Käfer sind thermophil und in Europa hauptsächlich mediterran verbreitet. In Mitteleuropa kommen sie an wärmebegünstigten Orten z. B. im Oberrheingraben vor. Sie leben in Efeu, Laub- und Nadelholz. Die Käfer werden in der Roten Liste als „stark gefährdet“ (Kategorie 2) eingestuft.

## Lebensweise und Ernährung
Die Bogen-Zwergmarienkäfer sind selten und treten meist als Einzelgänger oder zu zweit auf, dennoch können sie bei günstigen Bedingungen auch in größeren Gruppen vorkommen. Sie ernähren sich vorwiegend von  Mottenschildläusen aus der in Europa heimischen Familie Aleyrodidae. In Kalifornien werden sie daher zur biologischen Bekämpfung der eingeschleppten Siphoninus phillyreae eingesetzt, die Eschen, aber auch zahlreiche Obstbäume und Zitrusgewächse befällt. Die Larven des Bogen-Marienkäfers setzen nicht nur ihre Beine, sondern auch das Pygopodium und die Mundwerkzeuge ein, um sich auf glatten Blättern, wie denen der Zitrusfrüchte, gut fortbewegen zu können.
Bei Fraßversuchen am Institut für biologische Schädlingsbekämpfung der Biologischen Bundesanstalt für Land- und Forstwirtschaft in Darmstadt wurde festgestellt, dass eine Larve des Bogen-Zwergmarienkäfers bis zu ihrer Verpuppung durchschnittlich  544 (± 189) Eier der Kohlmottenschildlaus (Aleyrodes proletella) fressen kann. Die erwachsenen Männchen der Käfer ernährten sich bei diesem Versuch durchschnittlich von 27 Eiern, die Weibchen von 61 Eiern pro Tag. Die Imagines erreichen im Labor ein Alter von durchschnittlich 150 Tagen. In der Natur fressen die Käfer nicht nur die Eier, sondern auch Larven, Puppen und adulte Exemplare der Mottenschildläuse. 
Die Bogen-Zwergmarienkäfer legen ihre Eier zwischen den Nymphen der Mottenläuse auf der Blattunterseite ab. Die Entwicklung vom Ei über die Larve zum adulten Käfer dauert unter Laborbedingungen bei einer Temperatur von 20 °C insgesamt 25 Tage.
Die Käfer können im südlichen Mitteleuropa zwischen Mai und Anfang November drei überlappende Generationen bilden. In wärmerem Klima können die ersten adulten Käfer schon im Februar erscheinen und es können pro Jahr bis zu zwölf Generationen auftreten. Die Eier der letzten Generation des Jahres überwintern, nachdem das Weibchen sie abgelegt hat. Die Larven schlüpfen erst im nächsten Frühling.